# アレムツズマブ
アレムツズマブ（Alemtuzumab）は、分子標的治療薬であるモノクローナル抗体医薬品のひとつ。日本での製品名はマブキャンパス点滴静注30mg(サノフィ製造販売)。米国では製品名Campath、欧州ではMabCampath。

## 薬理
B細胞性リンパ球の95%以上にはCD52が発現している。アレムツズマブは、CD52に対するモノクローナル抗体医薬品である。腫瘍リンパ球細胞膜上に発現するCD52抗原に結合し、抗体依存性細胞傷害活性（ADCC）および補体依存性細胞傷害活性を介して細胞溶解を引き起こし、抗腫瘍効果を示す。

## 適応症
- 再発または難治性の慢性リンパ性白血病（CLL）[1]

日本では多発性硬化症や臓器移植に対する適応はない。

## 副作用
副作用の発生率は、国内治験で100%、海外治験で99.2%であった。
アレムツズマブ投与で発現し得る重大な副作用は、
- 顆粒球減少症、無顆粒球症、単球減少（0.8%）、汎血球減少（3.9%）、好中球減少（14.7%）、白血球減少（1.6%）、血小板減少（8.5%）、貧血（7.0%）、骨髄機能不全（1.6%）、
- インフュージョンリアクション（96.9%）、自己免疫性溶血性貧血（0.8%）、自己免疫性血小板減少症、再生不良性貧血、ギラン・バレー症候群、慢性炎症性脱髄性多発神経炎、輸血後移植片対宿主病、
- 腫瘍崩壊症候群、感染症（45.7%）、
- 鬱血性心不全、心筋症、駆出率低下、頭蓋内出血、胃腸出血、粘膜出血（0.8%）、舌出血（0.8%）、
- 進行性多巣性白質脳症（PML）、B型肝炎ウイルスによる劇症肝炎、肝炎の増悪

である。（頻度未記載は頻度不明）